# Eparchia jenisejska
Eparchia jenisejska – jedna z eparchii Rosyjskiego Kościoła Prawosławnego, z siedzibą w Jenisejsku. Należy do metropolii krasnojarskiej.
Erygowana przez Święty Synod Rosyjskiego Kościoła Prawosławnego 30 maja 2011 poprzez wydzielenie z eparchii krasnojarskiej i jenisejskiej. Obejmuje terytorium części rejonów Kraju Krasnojarskiego.
Eparchia dzieli się na pięć dekanatów (ewenkijski, jenisejski I, jenisejski II, lesosibirski miejski, motygiński), podlegają jej ponadto trzy monastery:
- monaster Przemienienia Pańskiego w Jenisejsku, męski
- monaster Trójcy Świętej w Turuchańsku, męski
- monaster Iwerskiej Ikony Matki Bożej w Jenisejsku, żeński

## Biskupi jenisejscy
- Nikodem (Czibisow), 2011–2014[4][5]
- Nikanor (Anfiłatow), 2014–2018[6][7]
- Ignacy (Golinczenko), od 2019[8]